# Francis Llewellyn Griffith
Francis Llewellyn Griffith (né le 27 mai 1862 à Brighton et mort le 14 mars 1934 à Oxford) est un égyptologue anglais. Son père, le révérend John Griffith, est le principal du Brighton College.

## Biographie
Griffith ayant reçu une bourse du Queens College il va à l'université d'Oxford en 1879. Son enthousiasme pour l'égyptologie déjà apparente, en l'absence d'un service d'égyptologie, il enseigne lui-même l'Égypte antique. Après la création d'un poste en égyptologie, Griffith a été nommé maître de conférences en 1901. Il est professeur d'égyptologie à l'université à partir de 1924 jusqu'en 1932. Il meurt deux ans plus tard, en 1934.
Il participe aux fouilles de Naucratis et Tanis avec Petrie et Naville entre 1884 et 1888.
Son nom est donné à une institution, le Griffith Institute, fondée en 1939 dans le musée Ashmolean de l'université d'Oxford pour la promotion de l'égyptologie en tant que discipline.

## Publications
- Hieratic Papyri from Kahun and Gurob, deux volumes, 1897-1898
- Stories of the High Priests of Memphis, 1900
- Demotic Magical Papyrus of London and Leyden, 3 volumes, 1904-1909